# Jana Rawlinson
Jana Rawlinson (de soltera Jana Pittman; Sídney, 9 de noviembre de 1982) es una atleta australiana especialista en los 400 metros vallas que ha sido dos veces campeona mundial de esta prueba, en París 2003 y Osaka 2007.
Estaba considerada la gran favorita para ganar el oro en los Juegos Olímpicos de Atenas 2004, pero poco antes sufrió una lesión en la rodilla derecha. Fue operada en Londres solo una semana antes de los Juegos, y aun así participó logrando una meritoria quinta posición.
Además de sus dos títulos mundiales, también ha ganado cuatro medallas de oro en los Juegos de la Commonwealth, donde venció en 400 m vallas y en relevos 4 x 400 m tanto en Mánchester 2002 como en Melbourne 2006.

## Vida personal
El 31 de marzo de 2006, Pittman se casó con el atleta Chris Rawlinson en la propiedad Morningstar en Mornington Peninsula, Victoria. El 14 de diciembre de 2006 dio a luz a su hijo Cornelis Levi. En marzo de 2009 anunciaron su separación. En una entrevista del 24 de octubre de 2009, se describió su nuevo papel como madre soltera como "el obstáculo más difícil de Jana".
En enero de 2010 se reconciliaron y dijeron que renovarían sus votos. En marzo de ese año renovaron sus votos en Inglaterra. Sin embargo, se divorciaron en abril de 2011.
En mayo de 2009 se hizo público que Pittman se había puesto implantes de pecho después de tener a su primer hijo. Al año siguiente se los quitó porque habían afectado a su habilidad para correr pero dijo que se sometería a otra operación de aumento de pecho una vez que se retirase.
En 2015 decidió tener un hijo por fertilización in vitro y así nació su hija Emily. En 2016 tuvo a su tercera hija, Jemima, con esperma del mismo donante. En diciembre de 2020 le dio la bienvenida a su cuarto hijo, y al primero con su actual marido Paul Gatward, un niño llamado Charlie. En octubre de 2021 anunció que iba a tener gemelas.
En enero de 2020, Pittman comenzó a trabajar como médico en formación el Hospital Blacktown en Sídney.

## Resultados
| Año  | Competición                | Lugar         | Puesto                               | Marca         |
| ---- | -------------------------- | ------------- | ------------------------------------ | ------------- |
| 1999 | Campeonato Mundial Juvenil | Bydgoszcz     | 1ª en 400 m vallas 7ª en 400 m lisos | 57,87 55,06   |
| 2000 | Campeonato Mundial Junior  | Stgo de Chile | 1ª en 400 m vallas 1ª en 400 m lisos | 56,27 52,45   |
| 2002 | Juegos de la Commonwealth  | Mánchester    | 1ª en 400 m vallas 1ª en 4 x 400 m   | 54,40 3:25,63 |
| 2002 | Copa del Mundo             | Madrid        | 3ª en 400 m vallas                   | 55,15         |
| 2003 | Campeonato del Mundo       | París         | 1ª en 400 m vallas                   | 53,22         |
| 2004 | Juegos Olímpicos           | Atenas        | 5ª en 400 m vallas                   | 53,92         |
| 2006 | Juegos de la Commonwealth  | Melbourne     | 1ª en 400 m vallas 1ª en 4 x 400 m   | 53,82 3:28,66 |
| 2007 | Campeonato del Mundo       | Osaka         | 1ª en 400 m vallas                   | 53,31         |
| 2007 | Final Mundial de la IAAF   | Stuttgart     | 2ª en 400 m vallas                   | 54,19         |